# Костишин Юрій
Ю́рій Кости́шин (псевдо «Кіт Характерник»; нар. 10 березня 1977, м. Тернопіль) — український фотограф, військовослужбовець Збройних сил України, учасник російсько-української війни.

## Життєпис
Юрій Костишин народився 10 березня 1977 року в Тернополі.
Навчався в Тернопільській загальноосвітній школі № 9 (1994). Закінчив географічний факультет Тернопільського національного педагогічного університету імені Володимира Гнатюка (спеціальність — учитель географії).
2015 року добровільно долучився до лав Збройних сил України. Проходив службу в складі 93-ї окремої механізованої бригади «Холодний Яр». Після початку повномасштабного російського вторгнення знову на фронті. Нині — у 44-й окремій артилерійській бригаді. Учасник оборони Києва, Донецької та Запорізької областей.

## Творчість
Захоплюється фотографією, зокрема знімав на Донецькому та Запорізькому напрямках. Фотороботи Юрія Костишина використані в арт-буці «#4.5.0».  
Є учасником аудіозбірки «Незламні», в якій він декламує вірш Юрія Руфа «Чорним по білому».

## Виставки

### Персональні виставки
- 2024 — Аби ДобраНіч, Тернопільський національний педагогічний університет імені Володимира Гнатюка, м. Тернопіль[3]
- 2024 — Поліфонія світла, креативний кластер «Na пошті», м. Тернопіль[1]
- 2024 — Ми все бачимо, м. Вільнюс, Литва
- 2024 — Аби ДобраНіч, Тернопільський обласний краєзнавчий музей, м. Тернопіль
- 2024 ‐ Життя на війні, Музей національно-визвольної боротьби Тернопільщини, м.Тернопіль
- 2024 -  Аби ДобраНіч, музей "Кам'яниця київського війта", м. Київ